# Bukavac
Bukavac nebogled (lat. Botaurus stellaris), često i samo bukavac, je plaha ptica iz roda Botaurus (bukavci). Pripada porodici čaplji. Kada je uznemiravana, stoji mirno u jednom mjestu i podigne kljun i glavu gore. Ovakvo ponašanje i boja perja skrivaju pticu tako dobro da ju je skoro nemoguće vidjeti. Zapravo ih se mnogo češće čuje nego vidi, jer mužjak ispušta zvukove koji se mogu čuti i 5 kilometara dalje. Ova ptica je vjerojatno predstavljala drekavca iz kratke priče Branka Ćopića. Bukavac nebogled je neznatno veći od američkog bukavca (Botaurus lentiginosus) i ima izraženije oznake na leđima.

## Opis
Mužjak i ženka su približno iste veličine, 69 – 81 cm dugi. Ima smećkasto-točkasto perje i nezgrapnog je izgleda. Prosječan raspon krila je 130 cm. U južnoj Europi se može pomješati s neodraslom jedinkom gaka.
Hrani se ribama, žabama i drugim manjim vodenim organizmima. Gnijezdi se u raštrkanim parovima u većim trščacima. Poligaman je, te mužjak može imati nekoliko ženki. Gniježđenje se odvija rano. Mužjakovo bučno glasanje se najčešće čuje u zoru i sumrak. Ženka polaže tri do šest jaja smećkaste boje, koja oba spola inkubiraju 25 – 28 dana. Obično su soltarni dok sezona parenja nije u toku.
Najčešće ga se vidi ljeti, ranim jutrom, dok leti iz ili prema skrovištu. Vrat je u letu savijen, a zamasi krila brzi.

## Rasprostranjenost
Staništa ove ptice u Aziji i Europi su uz vodene površine s pojasom trske i rogoza i smanjuju se, iako nije ugrožena vrsta. Najviše ih ima u Zapadnoj i Južnoj Europi. Migrira južnije u područja u kojima se zimi voda ledi. Osim europske vrste (Botaurus s. stellaris) tu su i: 
- južnoamerički bukavac (Botaurus pinnatus)
- američki bukavac (Botaurus lentiginosus)
- australski bukavac (Botaurus piciloptilus).

## Vanjske poveznice
- Fotografije na www.naturlichter.de

Ostali projekti
|  | Zajednički poslužitelj ima stranicu o temi Botaurus stellaris    |
|  | Zajednički poslužitelj ima još gradiva o temi Botaurus stellaris |
|  | Wikivrste imaju podatke o taksonu Botaurus stellaris             |